# Фукудзава Юкити
Фукудзава Юкити (яп. 福澤諭吉, 10 января 1835, Осака — 3 февраля, 1901, Токио) — японский писатель, переводчик и философ. Основатель университета Кэйо, первый президент Токийской академии (ныне Японская академия наук). Его идеи о государственном устройстве оказали большое влияние на становление новой Японии в эпоху Мэйдзи.

## Биография
Фукудзава Юкити родился 10 января 1835 года в семье самурая низкого ранга, принадлежавшего к клану Окудайра. Его отец рано умер, и семья жила бедно. В 14 лет Фукудзава поступил в школу, где изучал западные науки (яп. 蘭学 рангаку).

### ПериодБакумацу
В 1853 году, вскоре после прибытия в Японию флота под командованием Мэтью Перри, брат Юкити (старший в семье) попросил его отправиться в Нагасаки, где находилась голландское поселение Дэдзима. Предполагалось, что Фукудзава выучит голландский язык и сможет обучиться военному делу у европейцев. Однако Фукудзава пробыл в Нагасаки до 1855 года, прослушав лишь вводный курс по голландскому языку. Затем он отправился в Осаку, где начал заниматься в частном пансионе Огата Коан (Коёри). Среди соучеников по пансиону были люди, имена которых впоследствии стали широко известными: Хасимото Санаи, Омура Масудзиро, Сано Цунэтами, Отори Кэйсукэ, Нагаё Сэнсай, Мицукури Акицубо, Ханибуса Еситада, Мотоно Моритака, Такэда Кэнсай и др. В пансионе Огата Фукудзава изучил такие естественные науки, как физиологию, медицину, физику, химию. Уже в 1857 году, проявив успехи в обучении, Фукудзава был назначен старшим учеником.
В 1858 году Фукудзава по приказу клана перебирается в Эдо для преподавания голландского языка самураям княжества Накацу. В октябре этого же года Фукудзава открывает свой пансион в районе Цукидзи, на территории усадьбы Окудайра. Этот пансион постепенно расширялся и впоследствии превратился в университет Кэйо. Осознав, что наиболее распространенным в мире является английский язык, Фукудзава приступает к его изучению. Уже через 5 лет, в 1863 году, он приступает к преподаванию английского языка в своем пансионе.
В 1860 году Фукудзава стал членом японского посольства в США. Первое путешествие за границу было коротким, и Фукудзава не смог как следует разобраться в социальной системе Америки. Однако по возвращении в Японию Фукудзава был приглашён правительством Бакуфу на службу в качестве переводчика.
В 1861 году правительство Бакуфу отправляет миссию в Европу, и Фукудзава входит в неё в качестве переводчика. Он побывал в таких странах как Франция, Англия, Голландия, Германия, Россия, Испания и Португалия, вернувшись в Японию 11 декабря 1863 года. Во время этой поездки он глубоко интересовался политическим, экономическим и социальным положением стран Европы, и особенно культурными учреждениями и постановкой школьного образования. Вероятно, он смог, хотя и в общих чертах, понять общественную систему Америки и Европы.
В 1864 году Фукудзава являлся сотрудником бюро переводчиков при канцелярии по иностранным делам правительства Бакуфу.
В 1867 году Фукудзава отправился за границу в третий раз, на этот раз в Америку, при правительственной комиссии по получению военных кораблей. Фукудзава проехал через Суэцкий канал, побывал в Нью-Йорке, Вашингтоне, Бостоне. Во время этой поездки его основное внимание было обращено на организацию женского образования в Америке.

### Период Мэйдзи
Во время гражданской войны 1867—1868 годов Фукудзава был на стороне сохранения власти сёгуната (хотя в своей «Автобиографии» он вспоминал, что его не устраивал ни консервативный сёгунат, ни сторонники возвращения власти императору — все они были настроены негативно по отношению к перспективе открытия страны). В 1868 году он отказался от службы новому правительству в Киото. Впоследствии он не шёл на государственную службу к новому правительству, хотя неоднократно получал от него приглашения.
В 1867 году район в Цукидзи, где до сих пор находился пансион Фукудзава, стал иностранным сеттльментом. В качестве компенсации Фукудзаве дали землю на улице Синсэндза в квартале Сиба, куда в апреле 1868 года он перевёл пансион. Воспользовавшись переездом, Фукудзава организационно изменил пансион, который с этого времени получил официальный статус школы, в соответствии с девизом правления Кэйо, названной «Кэйо гидзюку».
С этого времени Фукудзава занимается составлением учебников, в которых простым, легкодоступным для понимания языком излагал то, что он считал необходимым знать своим ученикам: сведения по истории и географии стран мира, по физике, химии, астрономии, основы философских и социально-политических учений Запада.
Во второй половине 60-х годов Фукудзава опубликовал свою первую книгу, которая называлась «Положение дел на Западе» («Сэйё дзидзё», 1866—1869). Эта книга рассказывала о том, что было естественным для Запада, но абсолютно новым для Японии: о парламенте, политических партиях, системе социального обеспечения, почте, банках, транспорте. Книга начиналась с описания увиденного Фукудзавой западного образа жизни — рассказа о школах, библиотеках, музеях, газетах, обо всём, что, по мнению автора, Японии стоило бы перенять. Фукудзава также поместил в книгу свои переводы отрывков из общеобразовательных лекций, посвященных деятельности правительства и экономическим вопросам. И наконец, Фукудзава изложил взгляды британского юриста Уильяма Блэкстона относительно прав человека, а также американского учёного Фрэнсиса Вэйланда о налоговой системе. В приложении Фукудзава опубликовал основные даты из истории России и Франции.
В течение года книга разошлась тиражом свыше 200 тыс. экземпляров. Эта работа была настолько популярна, что все книги о Западе стали именоваться «Фукудзава-бон» («Книга Фукудзава»).
Фукудзава-просветитель стремился к распространению естественнонаучных знаний. Не будучи специалистом во многих отраслях знания он осуществлял многогранную литературную деятельность. Так, в 1867 году он выпускает сочинения: «Путеводитель по западным странам», «Договор из 11 пунктов», «Пища, одежда, жильё на Западе». Его произведения 1869 года представляли популярное изложение социального и политического состояния стран Запада: «Достоверное знакомство со странами мира», «Китайско-английские отношения», «О деятельности английского парламента», «Стихи с названиями всех стран мира». Он также осуществлял переводческую деятельность: «Приёмы обращения с ружьём», «Военное искусство Запада», «Новый календарь», «Нравственное воспитание ребёнка» (1881), «Законы бухгалтерии».
Однако Фукудзава не ограничивался лишь пропагандой готовых идей. Начиная с произведения «Призыв к учению» («Гакумон-но сусумэ», 1872), он полностью раскрывает свою позитивную позицию, уже не просто знакомя с западной культурой, а выступая с критикой феодальной идеологии и утверждая необходимость всеобщего образования. С позиций теории естественных прав человека и позитивизма Фукудзава обратился к широкой читательской аудитории с призывом покончить со старым феодальным прошлым, отказаться от сословных предрассудков и старой конфуцианской науки, овладеть практически необходимыми знаниями, он утверждал право каждого на свободу, равенство, независимость.
С 1873 по 1876 год Фукудзава входил в просветительское общество «Мэйрокуся».
В 1875 году Фукудзава опубликовал одну из наиболее известных своих книг — «Краткий очерк теории цивилизации» («Буммэйрон-но гайряку»). В этом произведении Фукудзава выступал уже как глубокий мыслитель. Отмечая общую неразвитость Японии, вышедшей из состояния изоляции, он выдвигал необходимость крушения феодальной морали, как пережитка прошлого.
В 1874 — 1889 годах обостряется борьба между правительством и народом по поводу открытия парламента (так называемое движение «за свободу и народные права» — «дзию минкэн ундо»). Фукудзава, несмотря на то, что он был представителем группы дзайяха («оппозиционные учёные»), выбрал линию поддержки правительства. Он полагал, что преобразования сверху принесут стране большую пользу, помогут превратиться в сильное буржуазное государство, и выступал как сторонник октроированной конституции. Он принял предложение правительства издавать газету, которая подготовила бы общественное мнение к запланированному открытию парламента.
В этот период Фукудзава публикует свои работы «О децентрализации» («Бункэнрон», 1877) и «Популярные лекции о правах народа» («Цудзоку минкэнрон», 1878). В них он стремится разъяснить, что такое «права народа», поскольку по его мнению, значение этих слов «самому народу непонятно».
С 1882 года Фукудзава начал издавать газету «Хроника текущих событий» («Дзидзи симпо»), ставшую самой популярной в Японии. Почти все работы Фукудзавы 80-х — начала 90-х годов XIX века были написаны для газеты и служили целенаправленному формированию общественного мнения в соответствии с пониманием задач, стоявших перед страной.
Фукудзава одобрил введение конституции в 1889 году. Императорский указ о созыве парламента в 1890 году он также принял с удовлетворением.
В 1900 году император пожаловал Фукудзаве в знак признания заслуг в просвещении и публицистике 50 тыс. иен (огромные по тем временам деньги). Перед зданием университета Кэйо в торжественной обстановке был установлен бюст Фукудзавы.

## Основные сочинения
- «Положение дел на Западе» («Сэйё дзидзё», 1866—1869)
- «Призыв к знаниям» («Гакумон-но сусумэ», 1872)
- «Краткий очерк теории цивилизации» («Буммэйрон-но гайряку», 1875)
- «О децентрализации» («Бункэнрон», 1877)
- «Популярные лекции о правах народа» («Цудзоку минкэнрон», 1878)